# Pierre Biétry
Pierre Biétry (Fêche-l'Église, 9 maggio 1872 – Saigon, 3 dicembre 1918) è stato un sindacalista e politico francese.
Fu il principale dirigente della Federazione nazionale dei Gialli di Francia dal 1902 al 1912. 

Deputato per il Finistère dal 1906 al 1910, fu implicato profondamente nella questione scolastica.

## Biografia
Pierre Biétry fu un avventuriero che combatté in Algeria prima di lavorare nell'orologeria in Svizzera e in Germania, e di stabilirsi nel Doubs. 
Assunto dalla famiglia Japy, cominciò a militare a sinistra, aderendo al Partito Operaio Francese di Jules Guesde, divenne Segretario della Federazione Socialista ove organizzò i sindacati. Nel 1899 si mise alla testa di una marcia di 4000 operai che marciavano su Parigi da Belfort, ma che furono dispersi dall'esercito.
Questa fu per lui una battuta d'arresto. Nel 1901 si unì al sindacato giallo, di destra, fondato da Paul Lanoir e ne divenne il capo nell'aprile 1902.
Il movimento era antisemita e di estrema destra fin dalla sua creazione. Paul Lanoir affermò nel marzo 1902 il loro slogan che può sintetizzarsi in tre parole: «Lavoro, Famiglia, Patria», motto che verrà ripreso più tardi da Philippe Pétain e dal governo di Vichy.
.
Nel 1902 Pierre Biétry ruppe con il fondatore del movimento giallo, Paul Lanoir, per fondare la Federazione Nazionale dei Gialli di Francia.
Dopo di che egli fondò il Partito Socialista Nazionale (PSN), che però fu sciolto nel 1903.
Dal 1906 al 1910, fu deputato a Brest. Nel 1918 morì a Saigon..
Fu il nonno materno di Pierre Salinger.

## Tesi
Biétry poponeva la realizzazione di un rinascimento nazionale per la riconciliazione delle classi sulla base di un programma di giustizia sociale, che rifiutava la lotta di classe.

## Pubblicazioni
- Le Socialisme et les Jaunes.
- Les Jaunes de France et la question ouvrière.
- Le Trépied, 1912.